# Tricesimo

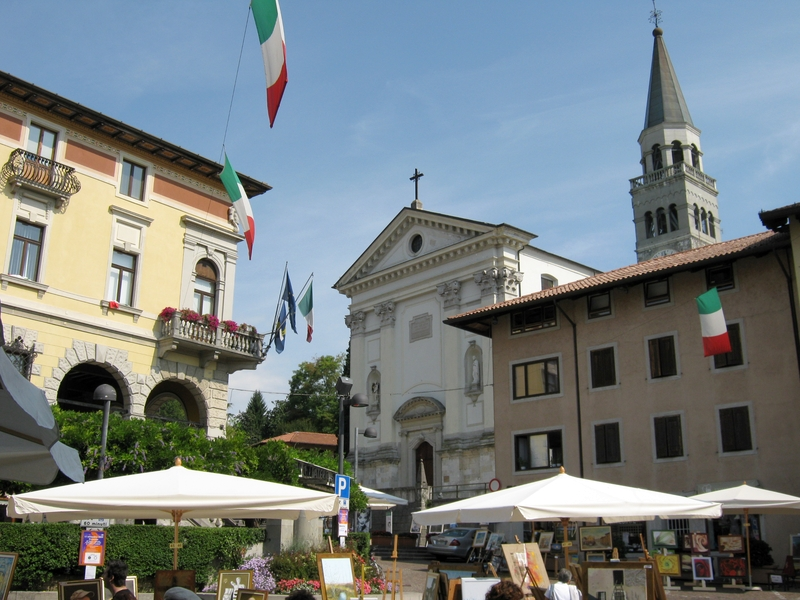
Tricesimo (2009)

Tricesimo (Tresésin in der lokal auch gesprochenen Furlanischen Sprache) ist eine italienische Gemeinde am Alpenrand in der Nähe der Stadt Udine.
Die Gemeinde hat 7554 Einwohner (Stand 31. Dezember 2023) und grenzt an die Gemeinden  Cassacco, Pagnacco, Reana del Rojale, Tarcento, Tavagnacco, Treppo Grande und Colloredo di Monte Albano.
Der Name geht auf das lateinische ad tricesimum lapidem zurück, das den dreißigsten Meilenstein vom Hafen von Aquileia an der Via Julia Augusta Richtung Noricum bedeutet. Hier befand sich die erste größere Raststation nach Aquileia, als solche wird sie noch in der Tabula Peutingeriana geführt.